# Andrena labialis
Andrena labialis ist eine Sandbiene aus der Familie Andrenidae. Sie ist eine solitäre, nestbauende Biene die jährlich eine Generation hat und in Deutschland von Mitte April bis Mitte Juni fliegt. Auf Deutsch wird sie manchmal „Rotklee-Sandbiene“ genannt.

## Merkmale

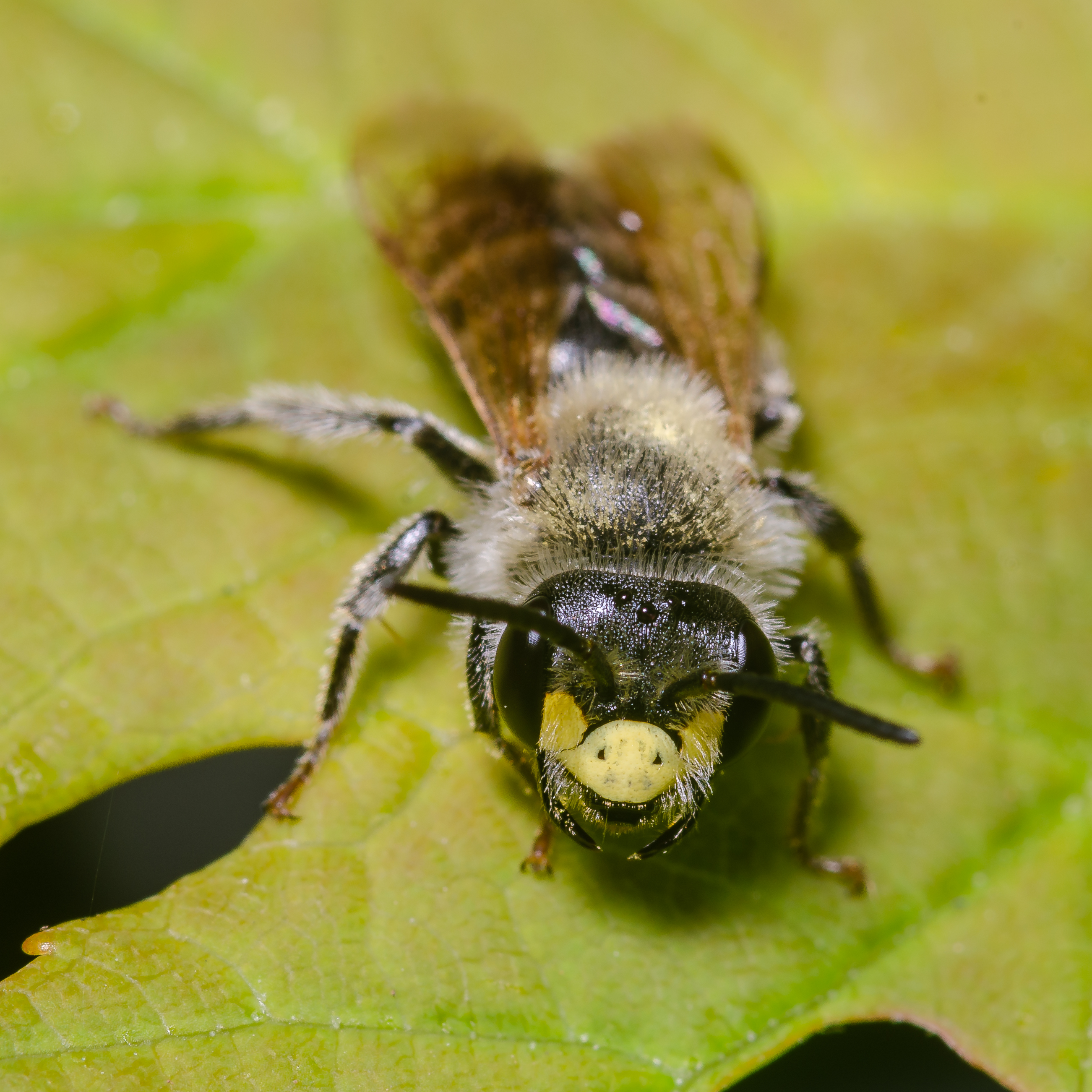
Andrena labialis, Männchen von vorne mit der auffälligen gelben Gesichtszeichnung

Die Weibchen von A. labialis sind mit ca. 12 bis 15 mm relativ große Sandbienen, die Männchen sind ca. 10 bis 12 mm lang. Die Weibchen haben kurze, braune Thoraxbehaarung, weiße Tergitendbinden und eine hellbraune Endfranse. Die Tergite sind glatt. Die Schienenbürste ist goldgelb. Ähnlich sind zum Beispiel die Weibchen von Andrena decipiens. Die Männchen haben einen gelben Clypeus und auch neben dem Clypeus sind große gelbe Flecken. Die Tergite haben schmale Haarbinden. 

## Verbreitung und Lebensraum
A. labialis ist sehr weit in Europa verbreitet, von Portugal bis Russland, nach Norden bis Mittelengland, Südschweden und Südfinnland. Nach Süden ist die Art bis Sizilien und Kreta verbreitet sowie nach Osten bis Sibirien. Sie kommt auch in Nordafrika vor.
In Deutschland, Österreich und der Schweiz ist die Art in praktisch allen Regionen zu finden aber nur mäßig häufig. Fehlt in Teilen Norddeutschlands und im östlichen Mittelland der Schweiz.
Der Lebensraum sind trockene Fettwiesen, Streuobstwiesen und Magerrasen. Die Nester sind auf vegetationslosen oder schütter bewachsenen Stellen, die waagrecht oder schwach geneigt sind. Manchmal nistet die Art auch auf Feldwegen.

## Lebensweise
A. labialis nistet in selbstgegrabenen Hohlräumen in der Erde, oft in Aggregationen. Die Nestkammer wird mit einem Drüsensekret ausgekleidet und befestigt. Sie ist in einer Tiefe von 13 bis 30 cm unter dem Boden, es wurden bis zu 19 Brutzellen gefunden. Vielleicht ist die Art kommunal, weil manchmal 2 bis 3 Weibchen den gleichen Nesteingang benutzen.
Die Weibchen sammeln insbesondere Pollen von Schmetterlingsblütlern, sind also wahrscheinlich  oligolektisch. Häufigste Pollenquellen sind Klee, Wicke, Luzerne und gewöhnlicher Hornklee. Männchen patrouillieren über höherer Vegetation, insbesondere bei blühenden Schmetterlingsblütlern.
Parasiten: Folgende Kuckucksbienen parasitieren an A. labialis: Nomada stigma, Nomada mutabilis, Nomada succincta und die Blutbiene Sphecodes rubicundus. Außerdem parasitiert der Wollschweber Bombylius major an der Art. Erwachsene Tiere sind öfters von dem Fächerflügler Stylops dalii befallen.

## Systematik
A. labialis gehört zur Untergattung Holandrena. In Europa gehören zum Beispiel folgende Arten in diese Untergattung: A. decipiens, A. fimbriata, A. flavilabris und A. wilhelmi. Aus dem Balkan, Kleinasien und dem Nahen Osten wurde eine Unterart, A. labialis megala, aus Südfrankreich, Iberien und dem Maghreb die Unterart A. l. nigrostincta beschrieben.